# Iis Dahlia
Iis Dahlia (n. Bongos, Indramayu, Java Occidental; 29 de mayo de 1972) es una cantante dangdut indonesia. Su nombre verdadero es Lailiyah Lis  y es hija de Makmuri y Qomariyah. Lis se ha hecho conocer con canciones famosas como "No Invitada" y "Flor Seroja".

## Discografía
- Juned (1989).
- Tamu Tak Diundang (1990).
- Air Mata Tiada Arti (1990).
- Janda Kembang (1991).
- Gadis Desa & Supir Taxi (1991).
- Arjuna (1992).
- Cinta Yang Ternoda (1992).
- Darah Biru (1992).
- Ibarat Mencari Jarum di Lautan (1993).
- Mata Hati (1994).
- Payung Hitam (1995).
- Cinta Bukan Kapal (1996).
- Kecewa (1997).
- Tanda Cinta (1998).
- Ditinggal Kekasih (1998).
- Dangdut Samudera (2004).
- Penguasa Hati (2009)Dalam Lagu "Hampa Hatiku"(Featuring Ungu).